# Peter Döttling
Peter Döttling (* 22. Juli 1956) ist ein deutscher Kameramann.

## Leben
Peter Döttling studierte an der Staatlichen Fachschule für Optik und Fototechnik in Berlin. 1995 debütierte er mit den drei jeweils von Vivian Naefe inszenierten Fernsehfilmen Ich liebe den Mann meiner Tochter, Man(n) sucht Frau und Zaubergirl als Kameramann für einen Langspielfilm. Mit ihr verbindet ihn seitdem eine langjährige Zusammenarbeit. Für seine Arbeit an dem Fernsehfilm Warten ist der Tod (1999) wurde Döttling mit der Verleihung des Deutschen Fernsehpreises für die Beste Kamera ausgezeichnet.
Laut Angaben seiner Agentur spricht er Deutsch, Englisch, Französisch und Italienisch. Er wohnt in München.

## Filmografie (Auswahl)
- 1995: Ich liebe den Mann meiner Tochter (Fernsehfilm)
- 1995: Man(n) sucht Frau (Fernsehfilm)
- 1995: Zaubergirl (Fernsehfilm)
- 1995: Tatort: Blutiger Asphalt (Fernsehfilm)
- 1998: 2 Männer, 2 Frauen – 4 Probleme!?
- 1998: Eine ungehorsame Frau (Fernsehfilm)
- 1998: Tatort: Schwarzer Advent (Fernsehfilm)
- 1999: Warten ist der Tod (Fernsehfilm)
- 1999: Die Zauberfrau (Fernsehfilm)
- 2000: Tatort: Kleine Diebe (Fernsehfilm)
- 2001: Tatort: Ein mörderisches Märchen (Fernsehfilm)
- 2002: Bobby (Fernsehfilm)
- 2003: So schnell du kannst (Fernsehfilm)
- 2003: Das Duo – Der Liebhaber
- 2005: Einmal so wie ich will (Fernsehfilm)
- 2005: Fünf-Sterne-Kerle inklusive (Fernsehfilm)
- 2006: Die Wilden Hühner
- 2006: Unter anderen Umständen
- 2007: Die Wilden Hühner und die Liebe
- 2008: Freiwild. Ein Würzburg-Krimi (Fernsehfilm)
- 2009: Die Wilden Hühner und das Leben
- 2011: Mein eigen Fleisch und Blut (Fernsehfilm)
- 2012: Bella Australia (Fernsehfilm)
- 2012: Obendrüber, da schneit es (Fernsehfilm)
- 2012: Einfach die Wahrheit (Fernsehfilm)
- 2014: Zeit der Zimmerbrände (Fernsehfilm)
- 2015: Tief durchatmen, die Familie kommt (Fernsehfilm)
- 2015: Drunter & Brüder (Fernsehfilm)
- 2016: Mama geht nicht mehr (Fernsehfilm)
- 2016: Was im Leben zählt (Fernsehfilm)
- 2017: Chaos-Queens: Die Braut sagt leider nein
- 2017: Von Erholung war nie die Rede
- 2018: Pauls Weihnachtswunsch (Fernsehfilm)
- 2018: Urlaub mit Mama (Fernsehfilm)
- 2018: Chaos-Queens: Ehebrecher und andere Unschuldslämmer
- 2019: Das Quartett: Der lange Schatten des Todes (Fernsehreihe)
- 2020: Das Quartett: Das Mörderhaus (Fernsehreihe)
- 2021: Das Quartett: Die Tote vom Balkon (Fernsehreihe)
- 2022: Das Quartett: Dunkle Helden (Fernsehreihe)

## Belege
1. ↑  Profil Peter Döttling, Agentur Above the line, abgerufen am 1. März 2017.

| Personendaten    | Personendaten        |
| ---------------- | -------------------- |
| NAME             | Döttling, Peter      |
| KURZBESCHREIBUNG | deutscher Kameramann |
| GEBURTSDATUM     | 22. Juli 1956        |